# Tsela robusta
Tsela robusta är en stekelart som beskrevs av Boucek 1988. Tsela robusta ingår i släktet Tsela och familjen puppglanssteklar.
Artens utbredningsområde är Papua Nya Guinea. Inga underarter finns listade i Catalogue of Life.